# Fantasma de Greenbrier

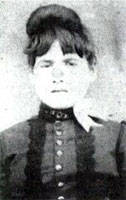
Zona Heaster Shue, a vitima do assassinato.

O Fantasma de Greenbrier é o nome normalmente dado ao alegado fantasma de uma jovem de Greenbrier Conty, West Virginia, nos Estados Unidos da América, que foi assassinada em 1897. Os eventos que se sucederam em volta desta assombração fariam com que se tornasse uma parte da História do Direito americano uma vez que o "testemunho de um fantasma" foi aceite como válido durante um julgamento.

## Origens
Elva Zona Heaster, a vitima do assassinato, nasceu em Greenbrier County por volta de 1873. Não se sabe quase nada dos seus primeiros anos de vida, excepto que foi criada perto de Richlands e que teve uma criança ainda solteira em 1895. Em Outubro de 1896, Zona conheceu um viajante chamado Erasmus Stribbling Trout Shue, também conhecido por Edward, que se tinha mudado para Greenbrier County em busca de uma nova vida e para trabalhar como ferreiro. Shue arranjou um emprego na loja de James Crookshanks e Zona conheceu-o pouco depois de ele ter chegado à cidade. Os dois apaixonaram-se e casaram pouco depois, apesar de a mãe de Zona, Mary Jane Heaster, se ter mostrado contra o enlace que nunca tinha gostado de Shue.

## O assassinato
O casal viveu pacificamente por um tempo, mas, a 23 de Janeiro de 1897, o corpo de Zona foi descoberto na sua casa por um rapaz que tinha sido mandado por Shue à casa para fazer um recado. O rapaz encontrou Zona deitada ao lado da cama, esticada com os pés juntos e uma mão sobre o estômago. O rapaz fugiu da casa e foi contar o que tinha visto à mãe que chamou o médico e juiz de instrução local, George W. Knapp. Knapp só chegou ao local uma hora depois, quando o marido já tinha colocado o corpo da esposa na cama, lavado e vestido com outra roupa, algo pouco comum, visto que a tarefa de lavar e vestir o cadáver era desempenhada por mulheres da comunidade. Apesar de tudo, Shue tinha vestido a esposa com um vestido de gola alta e colocado um véu sobre o seu rosto. Shue permaneceu junto ao corpo enquanto o Dr. Knapp o examinava, embalando a cabeça da esposa e a chorar. Knapp, reparando no desgosto do marido, fez apenas um breve exame ao corpo, reparando em algumas nódoas no pescoço. Quando tentou analisar estas nódoas com mais cuidado, Shue reagiu de forma tão violenta que Knapp terminou o exame e saiu da casa.
Inicialmente, a causa de morte avançada para Zona foi "desmaio fatal", sendo depois mudada para "parto". Zona tinha procurado a ajuda de Knapp para tratar de "problemas femininos" duas semanas antes da sua morte, mas não se sabe se estava grávida ou não.
Os pais de Zona foram logo informados da sua morte e diz-se que a sua mãe terá afirmado que "o demónio matou-a" quando ouviu a notícia.

## Enterro
Zona foi enterrada a 24 de Janeiro de 1897. Apesar de Shue ter inicialmente mostrado uma grande devoção ao corpo, mantendo-se constantemente ao lado do caixão aberto enquanto este era levado, o seu comportamento começou a levantar suspeitas pouco depois. Durante o velório, a sua aflição mudava constantemente, passando de uma tristeza profunda para uma energia incrível. Não deixou que ninguém se aproximasse do caixão, principalmente quando embalava a cabeça da esposa com uma almofada de um lado e um rolo de tecido do outro. Quando lhe perguntaram o porquê de ter colocado estes objectos no caixão, respondeu que ajudariam a sua esposa a "descansar mais facilmente". Shue também atou um grande lenço ao pescoço do cadáver, dizendo entre lágrimas que "era o que a Zona gostava mais". Mesmo apesar de todas estas precauções, os presentes repararam que o pescoço estava pouco firme quando o cadáver estava a ser transportado para o cemitério.
A mãe da vitima, Mary Jane Heaster, estava convencida de que tinha sido o seu genro o culpado pela morte da filha. Depois do velório, Mary Jane retirou o lençol que cobria a filha do caixão e tentou entregá-lo ao marido, mas ele recusou-o. Reparando que este tinha um cheiro estranho, Mary Jane foi lavá-lo. A água da bacia ficou vermelha quando ela o colocou lá, o lençol ficou cor-de-rosa e a água limpa. A nódoa não saía e Mary Jane interpretou isso como um sinal de que a sua filha tinha sido assassinada. Começou a rezar e, todas as noites, durante quatro semanas, continuou a rezar, pedindo que a sua filha regressasse para explicar o que tinha acontecido.

## A assombração
Segundo uma lenda local, Zona apareceu à mãe num sonho quatro semanas depois do funeral, dizendo que Shue era um homem cruel que abusava dela e que a tinha atacado durante um acesso de raiva quando pensou que ela não tinha feito carne para o jantar, partindo-lhe o pescoço. Para provar o que dizia, o fantasma revirou a cabeça completamente até estar virada ao contrário.
O fantasma terá aparecido primeiro na forma de uma luz brilhante, tomando forma gradualmente e descendo a temperatura do quarto. Diz-se que terá visitado a sua mãe durante quatro noites seguidas.

## Exumação e autópsia
Mary Jane Heaster contou a história que tinha ouvido do fantasma ao procurador local, John Alfred Preston e passou várias horas dentro do seu escritório, tentando convencê-lo a reabrir o processo sobre a morte da sua filha. Não se sabe se Preston terá acreditado na história do fantasma, mas teve dúvidas suficientes para mandar os seus delegados a casa de várias pessoas envolvidas no caso para voltar a ouvir os seus depoimentos, incluindo o Dr. Knapp. É provável que Preston tenha agido devido às pressões por parte de vários cidadãos da cidade que tinham começado a achar que Zona tinha sido assassinada.
Foi o próprio Preston que foi interrogar o Dr. Knapp que confessou não ter feito um exame completo ao corpo, o suficiente para justificar uma exumação e autópsia ao corpo. Um júri de averiguação foi formado pouco depois.
O corpo de Zona foi examinado a 22 de Fevereiro de 1897, na escola local que tinha apenas uma sala. Shue tinha-se "queixado veementemente" desta reviravolta no caso, mas a lei obrigou-o a estar presente durante a autópsia. Disse que sabia que seria preso, mas que ninguém iria conseguir provar a sua culpa.
A autópsia demorou três horas e descobriu-se que o pescoço de Zona estava, de facto, partido. Segundo o relatório, publicado a 9 de Março de 1897, "descobriu-se que o pescoço estava partido e a traqueia esmagada. Havia marcas no pescoço que indicavam que a vitima tinha sido asfixiada. O pescoço estava deslocado entre a primeira e a segunda vértebra. Os ligamentos estavam rasgados e rotos. A traqueia tinha sido esmagada na parte da frente do pescoço." Devido à força das provas e ao comportamento que demonstrou durante os inquéritos, Shue foi preso, acusado do ter assassinato da sua esposa.

## Julgamento
Shue ficou em prisão preventiva enquanto se preparava o julgamento. Neste periodo começaram a surgir novas informações sobre o seu passado. Tinha sido casado duas vezes, da primeira tinha-se divorciado e a sua esposa acusava-o de grande crueldade, enquanto a sua segunda esposa tinha morrido sob circunstâncias misteriosas menos de um ano depois de se terem casado. Zona era a sua terceira esposa e Shue tinha referido uma vez o seu desejo de se vir a casar com sete mulheres. Enquanto estava preso falou abertamente deste desejo e disse aos jornalistas que tinha a certeza que seria libertado porque não havia provas suficientes para o incriminar.
O julgamento começou a 22 de Junho de 1897 e Mary Jane Heaster era a testemunha chave de Preston, mas quando a questionou, referiu apenas os factos conhecidos, sem mencionar as visitas que teria recebido do fantasma da sua filha. Talvez para fazer com que o testemunho de Mary Jane se tornasse incredível, o advogado de Shue questionou-a exaustivamente sobre o fantasma. Esta tácita acabou por virar-se contra o advogado quando Mary Jane não mostrou qualquer insegurança ao contar a história, mesmo sob grande pressão. Como tinha sido a defesa e introduzir o assunto do fantasma, o juiz teve dificuldade em convencer o júri a ignorar a história e muitas pessoas da comunidade pareciam acreditar nela. Como consequência, Shue foi considerado culpado do assassinato a 11 de Julho e condenado a prisão perpétua. Formou-se uma multidão que tinha a intenção de o tirar à força dos seus guardas e enforcá-lo, mas foi dispersa pelo xerife antes de ter causado qualquer dano. Mais tarde quatro dos organizadores desta multidão seriam julgados.

## Rescaldo
Shue foi levado para a prisão estadual de West Virginia em Moundsville, onde ficou por três anos. Morreu a 13 de Março de 1900, vitima de uma epidemia desconhecida e foi enterrado numa campa sem nome no cemitério local. Mary Jane nunca mais voltou a repetir a história do fantasma da sua filha e morreu em Setembro de 1916. O fantasma de Zona também nunca voltou a ser visto na zona.